# Josep Ferrari i Ginarelli
Josep Ferrari i Ginarelli (Barcelona, 5 de juliol de 1881 - octubre de 1926) va ser un capellà, organista i mestre de capella barceloní del segle xx.

## Biografia
Neix a Barcelona fill de Felip Ferrari de San Constantino di Rivello, Italià, i de Josefa Ginarelli i Parés, nascuda a la Vila de Gràcia. Germà del també músic Carles Ferrari vinculat a Torredembarra.
Va cantar la seva primera missa com a sacerdot el 24 de juny de 1906.
Va ser el mestre de capella de l'asil de Sant Josep, a la muntanya de Barcelona. Va representar activament a la diòcesi de Barcelona en el tercer Congrés Nacional de Música Sagrada, celebrat el 1912.
Entre les seves obres es troben Al ver encinta a María i Dolores y gozos del Patriarca San José, les dues per a 2 veus, Coral i Orgue.